# Daniel I (biskup praski)
Daniel I (zm. 9 sierpnia 1167 r.) – czeski duchowny katolicki, biskup praski od 1148 r., doradca króla czeskiego Władysława II i cesarza Fryderyka I Barbarossy.

## Życiorys
Jego talenty polityczne zostały odkryte przez księcia czeskiego Władysława II Przemyślidę, dzięki któremu w 1145 r. mianowano go proboszczem praskiej parafii katedralnej, a trzy lata później biskupem ordynariuszem praskim.
Jako biskup został głównym doradcą Władysława II, a następnie cesarza Fryderyka Barbarossy, na których dworach dał się poznać jako zręczny dyplomata. Jego długie nieobecności w diecezji doprowadziły do niezadowolenia w czeskim Kościele katolickim. W celu usprawnienia rządów biskupstwem w 1150 r. wprowadził jej podział na dekanaty.
W 1157 r. na specjalne życzenie króla udzielił ślubu jego synowi Fryderykowi z Elżbietą, córką króla węgierskiego Gejzy II. Rok później uczestniczył w drugiej w dziejach państwa czeskiego koronacji Władysława II.
W latach 1159–1160 prowadził negocjacje mające na celu załagodzenie konfliktu papieża Aleksandra III z Fryderykiem Barbarossą, popierającym antypapieża Wiktorem IV, które prowadził jako legat apostolski. W bitwie pod Mediolanem w 1162 r. cesarz starał się go o jego pomoc w walce z papiestwem, mimo to Daniel pozostał wierny biskupom Rzymu. Zmarł podczas wojny włoskiej w 1167 r.